# سيمون دي يونج
سيمون دي يونج (بالإنجليزية: Simon De Jong)‏ (و. 1942 – 2011 م) هو سياسي، من كندا، ولد في سورابايا، توفي في فانكوفر، عن عمر يناهز 69 عاماً بسبب ابيضاض الدم.

## مناصب
تولى منصب عضو مجلس العموم الكندي.